# Redmond O’Hanlon

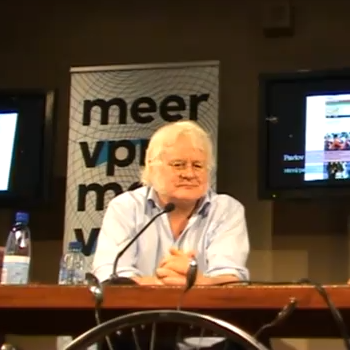
Redmond O’Hanlon

Redmond O’Hanlon (* 1947 in der Grafschaft Dorset) ist ein britischer Schriftsteller.

## Leben
Er besuchte zunächst das Marlborough College und absolvierte anschließend ein Studium der englischen Literaturgeschichte an der Oxford University (St. Anthony´s College). 1971 machte er seinen M.Phil. Abschluss in englischer Literatur des 19. Jahrhunderts und 1977 wurde er promoviert (Changing scientific concepts of nature in the English novel, 1850–1920). Er leitete 15 Jahre die Sparte Naturgeschichte im Times Literary Supplement. Im Jahr 1982 wurde er zum Mitglied der Society for the Bibliography of Natural History gewählt. Er ist seit 1984 ebenfalls Mitglied der Royal Geographical Society und seit 1993 der Royal Society of Literature. Er ist Professor für Englische Literatur in Oxford.
Redmond O’Hanlon wurde vor allem in Großbritannien bekannt für seine Reisen und Expeditionen in abgelegene Teile der Tropen (Kongo, Borneo, Amazonas). Er schrieb auch ein Buch über die Fahrt mit einem schottischen Fischtrawler in den Nordatlantik.
2009/2010 präsentierte er eine Sendung im niederländischen Fernsehen, in dem die Reise von Charles Darwin auf der Beagle nachempfunden wurde.
1970 bis 1974 war er Mitglied der literarischen Abteilung des Arts Council of Great Britain. 1984 wurde er Fellow der Royal Geographical Society und 1993 Fellow der Royal Society of Literature. 1982 wurde er Mitglied der Society for the Bibliography of Natural History.

## Veröffentlichte Werke
- Charles Darwin 1809-1882: A Centennial Commemoration (1982) (Herausgeber)
- Joseph Conrad and Charles Darwin: The Influence of Scientific Thought on Conrad's Fiction (1984)
- Ins Innere von Borneo, dtv 1996 (englisches Original Into the Heart of Borneo 1984)
- Redmond´s Dschungelbuch, dtv 2001 (englisches Original In Trouble Again: A journey between the Orinoco and the Amazon 1988)
- Kongofieber. Übersetzt aus dem Englischen von Claus Hirte. Frankfurt am Main: Eichborn, 1998, dtv 1999 (englisches Original Congo Journey 1996)
- No Mercy: A Journey Into the Heart of the Congo (1997)
- Trawler, Piper Verlag 2005 (englisches Original 2003)